# Первый кабинет герцога Портленда
Первый кабинет герцога Портленда, так же Коалиция Фокса-Норта — британское правительство премьер-министра Уильяма Кавендиша, графа Портленда, которое находилось у власти в 1783 году. Правительство состояло из коалиции сторонников Чарльза Фокса и лорда Норта при формальном главенстве Портленда. Фокс прежде был вигом, а Норт тори, но они объединились для свержения правительства Шелберна. Король Георг III питал неприязнь к коалиции и особенно к Фоксу, и не оказывал правительству поддержки.
При этом правительстве 3 сентября 1783 года был подписан мирный договор с США, который завершил Войну за независимость США. Проблемы для правительства создало предложение Уильяма Питта провести парламентскую реформу, которое не прошло, но породило конфликт между сторонниками и противниками реформы. По инициативе Фокса был предложен закон о национализации Ост-Индской компании, который прошёл Палату общин, но вызвал возражения у короля, и в декабре 1783 года провалился в парламенте, после чего король незамедлительно распустил коалицию. Формирование нового правительства было поручено Уильяму Питту.

## Состав кабинета
- Первый лорд казначейства — Уильям Кавендиш-Бентинк, герцог Портленд
- Министр внутренних дел Великобритании — Фредерик Норт
- Министр иностранных дел Великобритании — Чарльз Фокс
- Лорд-канцлер — в комиссии
- Лорд-председатель Совета — Виконт Стормонт
- Лорд-хранитель Малой печати — герцог Карлайл
- Первый лорд Адмиралтейства — Виконт Кеппел
- Канцлер казначейства — Джон Кавендиш[англ.]
- Канцлер герцогства Ланкастерского — лорд Ашбертон
  - Граф Дерби (с 29 апреля)
- Казначей флота — Чарльз Таунсенд[англ.]
- Министр по военным делам — Ричард Фицпатрик[англ.]
- Казначей армии — Эдмунд Бёрк
- Генерал-фельдцейхмейстер — Джордж Таунсенд